# Niko Zagode
Niko Zagode, slovenski igralec in zobozdravnik. 
Med drugim je igral v filmu Pr' Hostar in seriji V dvoje. Zaposlen je kot zobozdravnik v zobozdravstvenem centru Babit.

## Življenje in delo
Po končanem šolanju na Gimnaziji Brežice se je vpisal na študij dentalne medicine na Medicinski fakulteti v Ljubljani. Ukvarja se tudi z igralstvom in petjem.

## Filmi in serije
- Pr' Hostar 2
- Sekirca v med
- V dvoje
- My Last Year as a Loser
- Precednik
- Pr' Hostar
- Dan Ljubezni